# Amphiophiura sordida
Amphiophiura sordida är en ormstjärneart som först beskrevs av Jean Baptiste François René Koehler 1897.  Amphiophiura sordida ingår i släktet Amphiophiura och familjen fransormstjärnor. Inga underarter finns listade i Catalogue of Life.